# Samuel Loch

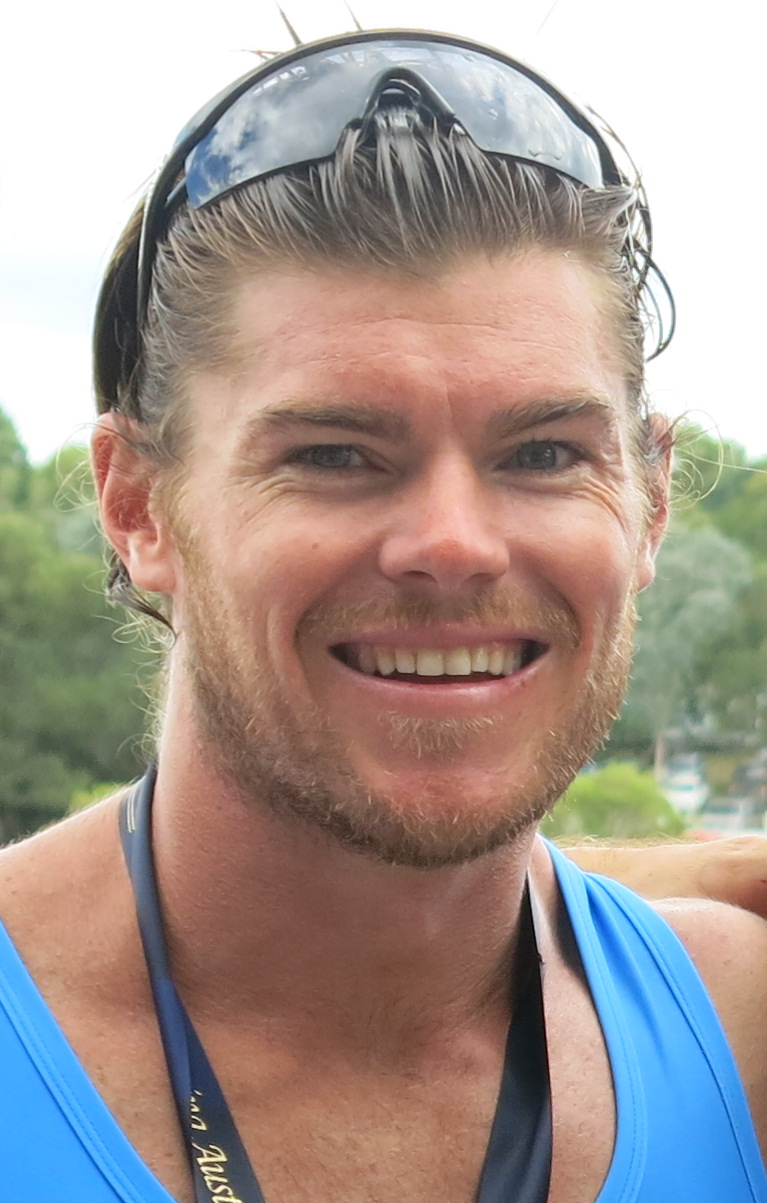
Samuel Loch 2013

Samuel Loch (* 26. Juni 1983 in Sydney) ist ein ehemaliger australischer Ruderer. Er gewann bei Weltmeisterschaften zwei Bronzemedaillen in den Jahren 2010 und 2011.

## Sportliche Karriere
Loch begann 1998 mit dem Rudersport. 2007 trat er zum ersten Mal im Ruder-Weltcup an, erreichte aber mit dem Vierer ohne Steuermann weder im Weltcup noch bei den Weltmeisterschaften 2007 das A-Finale. Zum Auftakt der Weltcup-Saison 2008 siegte er mit dem australischen Achter in München. Bei den Olympischen Spielen 2008 in Peking erreichte der australische Achter den sechsten Platz.
2010 trat Loch im Weltcup zunächst im Vierer und dann im Achter an. Bei den Weltmeisterschaften in Neuseeland gewann er mit dem Achter die Bronzemedaille. 2011 ruderte er bei den Weltmeisterschaften in Bled im Vierer zusammen mit Drew Ginn, Nicholas Purnell und Joshua Dunkley-Smith. Die Crew gewann die Bronzemedaille hinter den Briten und den Griechen. 2012 belegte Purnell mit dem australischen Achter den sechsten Platz bei den Olympischen Spielen in London.
Samuel Loch ruderte für den Ruderclub der Universität Sydney.